# Werner Czygan
Werner Czygan (25 de Novembro de 1904 - † 12 de Junho de 1943) foi um comandante de U-Boot que serviu na Kriegsmarine durante a Segunda Guerra Mundial.